# Takeda Katsuyori
Takeda Katsuyori (武田 勝頼?) (n. 1546, Kai Province⁠(d), Tōkaidō⁠(d), Japonia – d. 3 aprilie 1582, Mount Tenmoku⁠(d), Prefectura Yamanashi, Japonia) a fost un daimyō japonez din epoca Sengoku, care a devenit renumit în calitate de conducător al clanului Takeda și succesor al legendarului războinic Takeda Shingen. Era fiul lui Shingen și al fiicei lui Suwa Yorishige (nume postum: Suwa-goryōnin (諏訪御料人?), nume real Koihime). A avut mai mulți copii, printre care Nobukatsu și Katsuchika.
El l-a învins pe Hojo Ujinobu în Asediul castelului Kanbara (1569), a capturat un castel al clanului Tokugawa în Asediul de la Futamata din 1572, a luptat în Bătălia de la Mikatagahara din 1573 și a declanșat Bătălia de la Omosu din 1580.

## Biografie
Katsuyori, cunoscut mai întâi sub numele de Suwa Shirō Katsuyori (諏訪四郎勝頼?), i-a succedat mamei sale la conducerea clanului Suwa și a stabilit Castelul Takatō ca sediu al domeniului său.
După moartea fratelui său mai mare, Takeda Yoshinobu, moștenitorul clanului Takeda a devenit Nobukatsu, fiul minor al lui Katsuyori, ceea ce l-a făcut pe Katsuyori să fie unul din cei mai importanți oameni ai clanului.
Katsuyori a preluat conducerea familiei Takeda după moartea lui Shingen și a luptat cu Tokugawa Ieyasu la Takatenjin în 1574 și la Nagashino în 1575. A capturat fortăreața Takatenjin, pe care tatăl său nu reușise să o cucerească, și a obținut astfel sprijinul clanului Takeda. Katsuyori a suferit o înfrângere importantă la Nagashino, fiind nevoit să se retragă în fața salvelor de archebuză (cele 3.000 de arme ale lui Oda Nobunaga) ale rivalilor săi și pierzând o mare parte a oștilor sale, inclusiv mai mulți generali.
Katsuyori a stârnit mânia familiei Hōjō prin sprijinirea lui Uesugi Kagekatsu împotriva lui Uesugi Kagetora, care era cel de-al șaptelea fiu al lui Hōjō Ujiyasu și a fost adoptat de Uesugi Kenshin, al cărui moștenitor a devenit.
El a fost nevoit să abandoneze fortăreața Takatenjin în 1581, iar această înfrângere a determinat clanurile Kiso și Anayama să-i retragă sprijinul. Oștile sale au fost distruse în 1582 de armatele reunite ale lui Oda Nobunaga și Tokugawa Ieyasu la Temmokuzan, după care Katsuyori, soția sa și fiul său s-au sinucis prin ritualul cunoscut sub numele de seppuku.:231
Călugărița Rikei a descris sinuciderea soției lui Katsuyori și, fiindu-i milă de membrii familiei Takeda, a scris mai multe versuri în cinstea lor.

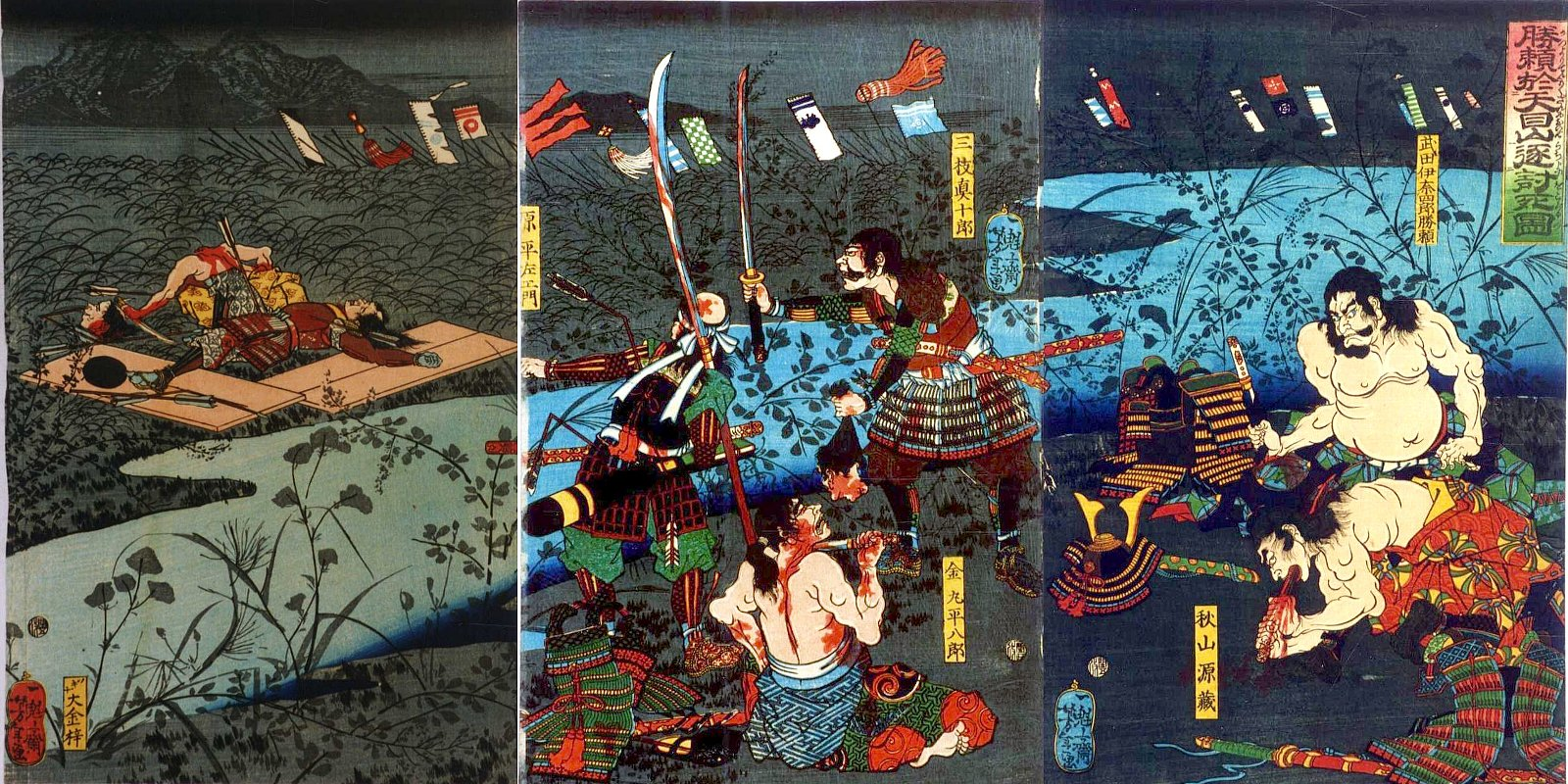
Ukiyoe cu Takeda Katsuyori în Bătălia de la Tenmokuzan

## Viața personală

### Toyama Fujin
Takeda Katsuyori s-a căsătorit cu Toyoma Fujin, fiica adoptivă a lui Oda Nobunaga. Ea a murit în timp ce l-a născut pe fiul lor, Nobukatsu, în 1567.

### Hojo Masako
Katsuyori s-a căsătorit ulterior cu Hojo Masako, fiica lui Hojo Ujimasa. Ea a născut un fiu și două fiice. În 1582 Katsuyori a fost învins de Oda Nobunaga și a trebuit să fugă, fiind însoțit de soția sa, care avea vârsta de 19 ani. Cu toate acestea, Katsuyori s-a resemnat că va muri și a îndemnat-o pe Masako să plece. Ea a refuzat și s-a sinucis (jigai), împreună cu Katsuyori, după înfrângerea clanului Takeda în Bătălia de la Tenmokuzan. Fiicele lor s-au căsătorit și au avut urmași. Fiul lor, Takeda Katsuchika, a trăit până la vârsta de 103 ani.

## Familie
Tată: Takeda Shingen (1521-1573)
Fii:
- Takeda Nobukatsu (1567-1582)
- Takeda Katsuchika (1580-1682)

Soții:
- Toyama Fujin
- Hojo Masako

Fiice:

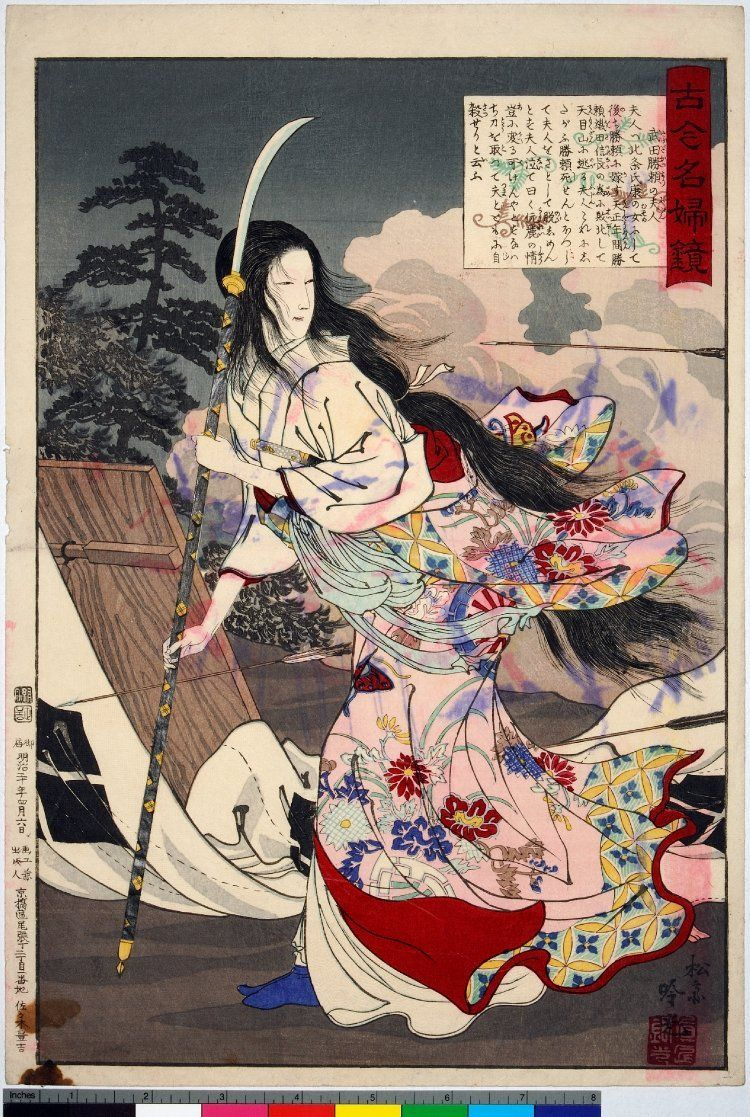
Hojo Masako (soția lui Katsuyori) purtând o naginată în Bătălia de la Tenmokuzan.

- Tei-hime, căsătorită cu Miyahara Yoshihisa
- Kougu-hime, căsătorită cu Naitō Tadaoki